# Santa Margarida d'Antioquia (Zurbarán)
Santa Margarida d'Antioquia és un llenç de Francisco de Zurbarán conservat en la National Gallery de Londres, que el va adquirir al 1903. S'hi exhibeix amb el títol de Saint Margaret of Antioch. Forma part del conjunt de <i>santes de Zurbarán</i>.
La datació exacta se'n desconeix. Alguns autors indiquen que fou pintada cap al 1630, mentre que la pàgina en internet de la National Gallery en parla del 1630-1634. Odile Delenda, però, considera que fou realitzada circa els 1645-1650. Cal dir que s'hi aprecia una certa influència de Caravaggio.
És possible que formàs part d'una sèrie dedicada a santes verges, amb destinació a convents de l'estat espanyol o d'Amèrica Llatina. El taller del pintor era famós per fer molts quadres d'aquest tipus. Aquesta pintura és estranya, en el sentit que sembla ser totalment autògrafa del pintor.
Margarita d'Antioquia forma part de les santes màrtirs cristianes. Cuidava del ramat d'ovelles de la seua nodrissa, i fou empresonada i torturada per defensar la seua virginitat enfront dels intents d'un prefecte romà.

## Anàlisi
Els ulls i els trets del rostre feren pensar a alguns crítics que es tractava de la mateixa model de Santa Àgueda.

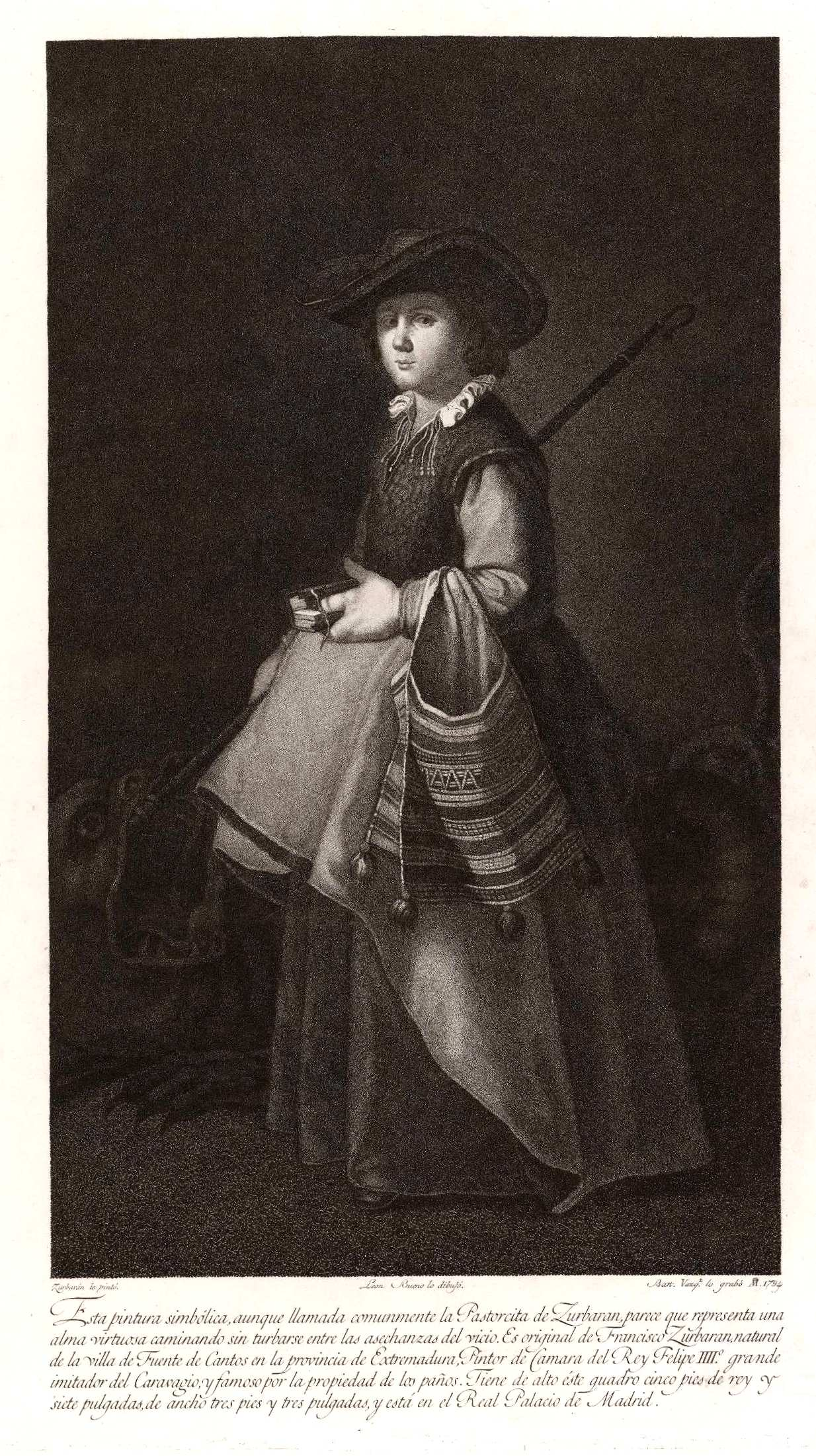
Pastoreta de Zurbarán [santa Margarida d'Antioquia], gravat de punts signat en planxa per Bartolomé Vázquez, 1794, sobre dibuix de León Bueno. Biblioteca Nacional d'Espanya

Zurbarán representa Margarida d'Antioquia amb els traços d'una elegant pastora, amb un abillament molt refinat. Sosté amb la mà dreta el gaiato de pastor i de l'avantbraç esquerre li pengen alforges per al camí. La presència d'un drac o tarasca al·ludeix a la llegenda que narra el seu empresonament durant el qual el dimoni amb forma de drac se li va aparéixer per a temptar-la i el va derrotar.
| « | Pels seus vestits refinats, aquesta encantadora pastora sembla eixir d'una escena de teatre. Zurbarán s'inspiraria en les comèdies de santes representades en els corrals de Sevilla més que no pas en les processons o en els autos sagramentals del Corpus als quals els historiadors es refereixen. Les heroïnes de les comèdies són sempre joves i belles, com la Santa Juana de Tirso de Molina o la Santa Margarida de Enciso. La seua bellesa es descriu com un do del cel, un reflex de l'ànima que lluu misteriosament i atrau els cors de manera irresistible. | » |